# Regina v Denis John Adams
Případ Regina versus Adams [1996] představuje významný, kontroverzní a do jisté míry také jedinečný průsečík mezi právem, zdravým rozumem a pravděpodobností. 
Konkrétně jde o případ z roku 1996 odehrávající se ve Velké Británii, v němž byl obžalovaný odsouzen za znásilnění jen a pouze na základě shody DNA. Ta se přitom stala klíčovou hlavně díky extrémně vzácné šanci 1 ku 200 milionů, že DNA náhodně vybrané osoby v Británii bude odpovídat DNA podezřelého nalezené na místě činu. Právě tento důkaz přivedl soudní proces do oblasti teorie pravděpodobnosti a názorně ukázal, jak složitá a nepochopitelná může být statistika a pravděpodobnost pro laika (v tomto případě členy poroty).
Významnou roli v tomto případu sehrál Peter Donnelly, australsko-britský matematik a profesor statistiky na Univerzitě v Oxfordu, který se ujal úkolu vysvětlit pravděpodobnost skrze Bayesovu větu jak soudcům, tak také porotě. Právě složitost a problematika tohoto vysvětlování pak zdůraznila nejen dopad, který může mít matematika na právní řízení, ale také důležitost porozumění oběma těmto oborům.

## Skutkové okolnosti případu
Případ Regina versus Adams se točí kolem znepokojujícího zločinu, který měl hluboký dopad na všechny zúčastněné strany: oběť, právní systém a Denise Johna Adamse – obžalovaného v tomto závažném incidentu. Jedná se o případ brutálního znásilnění, ke kterému došlo uprostřed noci poblíž městského parku. Žena zde sama mířila domů potom, co si vyrazila s pár přáteli do nočního klubu. Po cestě ji však náhle zastavil neznámý muž a zeptal se jí na čas. Poté ji ovšem surově napadl a také znásilnil, načež pak z místa činu utekl.
Žena policii při výpovědi sdělila, že muži viděla jasně do tváře, načež jej popisovala jako přibližně dvacetiletého muže. Jelikož ale scházely další důkazy, které by vyšetřování někam posunuly, policie nedokázala poměrně dlouhou dobu nikoho dopadnout. Napadená žena sice jednou, podle svých slov, potkala podobně vypadajícího muže procházet se po ulici. Než ovšem na ono místo stihla dorazit policie, bylo už příliš pozdě a po potenciálním pachateli nebylo ani památky.
Nějaký čas poté se ovšem policii přece jenom podařilo zadržet podezřelého, kterým byl Denis John Adams. Byla tak uspořádána oficiální rekognice, během které jej ale oběť za útočníka neidentifikovala. V předběžném projednání obžaloby byl pak Adams oběti ukázán ještě jednou s dotazem, zda odpovídá popisu útočníka. Odpověď však byla opět negativní. Oběť totiž útočníka stále popisovala jako přibližně dvacetiletého muže. Adams, kterému bylo v té době 37 let, na ni ale působil jako čtyřicátník. Z mrtvého bodu se tak nakonec vyšetřování pohnulo až s příchodem klíčového důkazu, DNA.

## Prvostupňový soudní proces
„Tento případ byl neobvyklý tím, že DNA důkazy ukazovaly jedním směrem a všechny ostatní důkazy ukazovaly směrem opačným.“ - Peter Donnelly
Když se v roce 1995 případ dostal k soudu, vyvstala otázka, jak porovnat váhu všech důkazů týkajících se Adamsova případu. Obrovskou výzvou pro samotnou porotu bylo rozhodnutí, zda bude rozhodující váhu přisuzovat shodě DNA – ovšem vyjádřené v pro laika nepředstavitelných a na první pohled nepochopitelných číslech – či zda dá naopak přednost obvyklejším důkazům, kterými jsou rozpoznání pachatele obětí či ústní výpovědi poskytující alibi.
Na jedné straně měla Adamsova obhajoba tradiční důkazy svědčící o jeho nevině – negativní identifikaci podezřelého (oběť uvedla, že Adams vzhledově ani věkově neodpovídá pachateli) a alibi poskytnuté jeho přítelkyní, která potvrdila, že s ním strávila celou noc.
Na straně druhé tu ovšem byla shoda DNA svědčící pro vinu obžalovaného. Adamsův DNA profil totiž odpovídal DNA vzorkům nalezeným na místě činu. Soudní znalec obžaloby navíc vypočítal tzv. „pravděpodobnost náhodné shody“. Jedná se o pravděpodobnost, že vzorek DNA náhodně vybrané osoby v  Británii bude odpovídat DNA vzorku podezřelého. Podle hodnocení tohoto znalce byla právě tato šance ohromujících 1 ku 200 milionům. Vzhledem k tomu, že populace Velké Británie činí přibližně 67 milionů obyvatel, je téměř vyloučené, aby se jednalo o náhodnou shodu.
Přestože tak ve prospěch obžalovaného hrálo hned několik tradičních důkazů, právě shodě DNA – jedinému důkazu svědčícímu proti obžalovanému – nakonec porota přisoudila nejvyšší důležitost. Adams byl tak shledán vinným a následně odsouzen.

## Bayesův vzorec
Pro pochopení celé této problematiky je zcela klíčové rozlišit mezi dvěma různými pravděpodobnostmi, které budou posléze dány do poměru.
1. Pravděpodobnost, že se DNA na místě činu shoduje s DNA podezřelého, pokud skutečně pochází od podezřelého. Tato pravděpodobnost je blízká jedné (neboť podezřelý může jen těžko zanechat jinou než svoji DNA).
2. Pravděpodobnost, že se DNA na místě činu shoduje s DNA podezřelého, pokud nepochází od podezřelého, ale jiného britského muže, s podezřelým nepříbuzného. Tato pravděpodobnost je velmi nízká – je to pravděpodobnost náhodné shody.

Poměr těchto dvou pravděpodobností je označován jako Bayesův faktor, nebo také poměr věrohodností (anglicky likelihood ratio) a kvantifikuje váhu důkazu (v tomto případě shody DNA z místa činu s DNA podezřelého). Bayesův faktor říká, kolikrát je tato shoda pravděpodobnější, pokud podezřelý skutečně pachatelem je, než pokud pachatelem není. 
Obě výše uvedené pravděpodobnosti jsou podmíněné a pro laiky může být obtížné je odlišit. Je důležité si uvědomit, že ani jedna z pravděpodobností není pravděpodobnost, že podezřelý je skutečně pachatelem. 
K této pravděpodobnosti (která soudce a členy poroty zajímá nejvíce) lze dojít tak, že se Baysovy faktory odpovídající jednotlivým důkazům vynásobí poměrem apriorních pravděpodobností neboli apriorní šancí, že podezřelý pachatelem skutečně je. Výsledkem bude posteriorní šance, tedy poměr pravděpodobnosti, že podezřelý pachatelem skutečně je, a pravděpodobnosti, že jím není. Posteriorní šance správně kombinuje váhu jednotlivých důkazů s apriorní šancí.

## Druhostupňový soudní proces
Kvůli pochybnostem, jaké Adamsovo odsouzení na poli právních i matematických expertů vyvolalo, došlo o rok později, v roce 1996, k novému projednání celé záležitosti, tentokrát však již před odvolacím soudem. Ten shledal postup soudu prvostupňového jako značně nedostatečný, jelikož se nesnažil problematiku podmíněné pravděpodobnosti a Bayesovy věty porotě jakkoliv vysvětlit.
Soudce odvolacího soudu tak navrhl jedinečné řešení. Experti přes statistiku obou stran sporu v čele s Peterem Donnellym měli dát hlavy dohromady a společně přijít s několika otázkami, skrze které se porotě pokusí co možná nejpřesněji a nejjednodušeji principy Bayesovy teorie vysvětlit.
Pro správné použití Bayesovy věty bylo potřeba vytvořit poměry věrohodností (Bayesovy faktory) i pro ostatní důkazy, nejen pro shodu DNA. Experti tak následně přišli s otázkami jako:
Jestliže obžalovaný pachatelem skutečně je, jaká je pravděpodobnost toho, že by oběť řekla, že se útočníkovi vůbec nepodobá.
A naopak, pokud obžalovaný pachatelem není, jaká je pravděpodobnost toho, že by oběť řekla totéž, tj. že se útočníkovi nepodobá.
Byly tak vytvořeny dotazníky, které obsahovaly políčka, do kterých mohli porotci zadat svá číselná ohodnocení, spolu s formulí, která vysvětlovala, jak je kombinovat. Porotě bylo řečeno, že podle názoru odborníků je toto správný způsob uvažování, ale že jsou to oni, kdo mají plnou svobodu rozhodnutí. Jestli ony dotazníky použijí, tak záleželo jen a pouze na nich.

## Závěr
I přes všechnu výše zmíněnou snahu expertů edukovat porotu v oboru bayesovského usuzování a v nakládání s důkazy různé váhy, byl nakonec Adams za tento trestný čin znovu odsouzen. Jedinou světlou stránkou věci tak zůstává skutečnost, že odvolací soud následně poskytl podrobné směrnice postupu pro obdobné případy.